# Língua rapanui
O idioma rapanui (Vananga rapa nui), é a mais oriental das línguas malaio-polinésias, falada na Ilha de Páscoa (Chile). Atualmente o espanhol e o rapanui são línguas oficiais da ilha (desde a aprovação no Chile nos anos 1990 da Lei Indígena). Morfologicamente, é muito similar ao marquesano, embora sua fonologia seja bem mais parecida à do maori. Atualmente o léxico contém uma enorme quantidade de empréstimos do taitiano e um tanto do espanhol.
Não existem mais do que 2.500 de falantes do rapanui, 2.000 na própria ilha e o resto no Chile continental e em outras partes do mundo. Era um idioma em franca regressão até há pouco tempo, atualmente existe uma Comissão de Estruturação da Língua Rapanui, que tem elaborado uma gramática e um dicionário etimológico.
O idioma rapanui usa um abecedário de apenas treze letras. Carece de termos equivalentes a expressões como por favor ou desculpe-me.

## Fonologia e fonética
O idioma contém cinco vogais, a, e, i, o e u e nove consoantes, k, h, m, n, ng, p, r, t e v. Os sons se correspondem com os que representam as mesmas letras em português, exceto por r, h e ng. O som do r é sempre vibrado, como em "para", o do h é aspirado, e o da combinação ng representa uma nasal velar (escrita ŋ no Alfabeto Fonético Internacional), semelhante ao alemão junge ou inglês Long Island. Além dessas existe uma oclusão glotal representada por um apóstrofo ( ' ).

## Escrita
Como fenômeno único entre as línguas polinésias, o rapanui desenvolveu uma forma de escrita conhecida como rongorongo antes da chegada dos europeus, que até agora não pôde ser decifrada. Os últimos conhecedores de tal sistema de escrita foram escravizados e levados a trabalhar nas plantações peruanas. Esses homens morreram e levaram consigo o segredo dessa escrita.

## Gramática
O gênero pode ser expressado lexicamente, como poki tama'aroa (filho); poki tama'hahine (filha).
Os pronomes pessoais são como se segue:
|    | Singular | Dual                  | Plural      |
| 1ª | (ko)au   | incl. taua excl. maua | tatou matou |
| 2ª | koe      | korua                 | korua       |
| 3ª | ia       | ra'ua                 | ra'ua       |

Os pronomes demonstrativos são os seguintes: te me'e nei (isto), te me'e ena (isso), te me'e ra (aquilo). Os interrogativos são ai (quem?) e aha (o quê?). O relativo é i.
Os verbos rapanui têm uma raiz invariável, portanto marca-se o tempo e o aspecto por partículas, como nas outras línguas polinésias.